# Nikolas Sylvester
Nikolas Sylvester (ur. 20 stycznia 2000 r. w Port of Spain, Trynidad i Tobago) – pływak reprezentujący Saint Vincent i Grenadyny.
W 2013 na Mistrzostwach Świata w Pływaniu w Barcelonie wziął udział w dwóch konkurencjach – 50 m stylem dowolnym, gdzie zajął 90. miejsce z czasem 28.25, oraz 50 m stylem klasycznym, zajmując 76. miejsce z czasem 35.68.
Rok później – w 2014 – wystartował na Igrzyskach Wspólnoty Narodów w Glasgow w sześciu konkurencjach: 50 m stylem dowolnym, 100 m stylem dowolnym, 50 m stylem grzbietowym, 100 m stylem grzbietowym i 50 m stylem motylkowym – w żadnej z nich nie osiągnął miejsca lepszego niż 30.
W 2015 brał udział w Mistrzostwach Świata w Kazaniu. Wystartował tam w dwóch konkurencjach – 100 m stylem klasycznym, gdzie zajął 72. miejsce z czasem 1:13.12, oraz 50 m stylem motylkowym, zajmując 64. miejsce z czasem 28.39.
W następnym roku – w 2016 – na Letnich Igrzyskach Olimpijskich w Rio de Janeiro wziął udział w konkurencji 50 m stylem dowolnym, uzyskując 61. miejsce z czasem 25.64.